# FBI National Security Branch
La National Security Branch (NSB, « Direction de la sécurité nationale ») est un service du Federal Bureau of Investigation (FBI) crée le 12 septembre 2005. Elle est responsable de la sécurité des États-Unis d'Amérique contre les armes de destruction massive, les actes de terrorisme, les opérations de renseignement étranger et l'espionnage.
La NSB assure les enquêtes concernant les menaces pour la sécurité nationale, en fournissant informations et analyses à d'autres organisations et en développant des capacités pour assurer la sécurité des États-Unis.

## Missions et fonctionnement
Le FBI a créé la NSB le 12 septembre 2005 en réponse à une directive présidentielle et à des demandes de la Commission des armes de destruction massive quant à la création d'un nouveau service qui combine les fonctions et ressources du FBI en lutte contre le terrorisme, contre-espionnage et renseignement,.
La NSB a donc été créée par l'unification de quatre services du FBI, qui sont donc devenues des sous-unités de la NSB :
- Division de lutte contre le terrorisme (« FBI Counterterrorism Division »)
- Division du contre-espionnage du FBI (« FBI Counterintelligence Division »)
- Direction des armes de destruction massive du FBI (« FBI Weapons of Mass Destruction Directorate »)
- Terrorist Screening Center

## Direction
À la tête de la NSB se trouve un directeur exécutif adjoint, responsable devant le directeur du FBI par l'intermédiaire du directeur adjoint. La NSB est également responsable devant le procureur général des États-Unis, en tant qu'unité du FBI, division du département de la Justice. De plus, l'organisation joue un rôle crucial dans la communauté du renseignement des États-Unis, ce qui le rend responsable devant le directeur du renseignement national.
La directrice exécutive adjointe en mai 2023 est Larissa L. Knapp.
La NSB est basée au siège du FBI, le J. Edgar Hoover Building à Washington, D.C.